# Aptoceras margaritatus
Aptoceras margaritatus är en insektsart som beskrevs av Bruner, L. 1908. Aptoceras margaritatus ingår i släktet Aptoceras och familjen gräshoppor. Inga underarter finns listade i Catalogue of Life.